# Рехберг-унд-Ротенлёвен, Иоганн Бернгард фон
Граф Иоганн Бернгард фон Рехберг унд Ротенлёвен (нем. Johann Bernhard Graf von Rechberg und Rothenlöwen, 17 июля 1806 — 26 февраля 1899) — австрийский дипломат и государственный деятель. Министр-президент Австрийской империи в 1859—1861, министр иностранных дел в 1859 — 1864.

## Жизнь и карьера
Принадлежал к швабскому роду, происшодящему от дома Гогенрехберг, глава которого, Ульрих, был в 1194 маршалом Швабского герцогства. Родился в Регенсбурге, второй сын баварского государственного деятеля графа Алоиза фон Рехберга унд Ротенлёвена (1766—1849). Старший брат Иоганна также стал государственным деятелем, являлся наследственным членом верхней палаты парламента Вюртемберга.
Иоганн учился в Страсбурге и Мюнхене. Из-за участия в дуэли навлек на себя недовольство баварского короля Людвига I и был вынужден переехать в Австрию.
В 1828 поступил на австрийскую дипломатическую службу, работал в дипломатических представительствах в Пруссии, Великобритании и Бельгии. В 1841 назначен посланником в Швеции; в 1843 — в Бразилии. В 1848 представлял в качестве уполномоченного австрийские интересы при Временной администрации во Франкфурте-на-Майне. В 1851 назначен интернунцием в Константинополе. С 1853 — руководитель гражданской администрации при ставке фельдмаршала Радецкого в Ломбардии и Венеции.
После поражения Австрии в Австро-итало-французской войне в 1859 назначен главой правительства и министром иностранных дел. Выступал за развитие сотрудничества с Пруссией и Россией, поддерживал хорошие личные отношения с Бисмарком, который оценивал Рехберга довольно высоко как "вспыльчивого (оба дипломата едва не устроили дуэль после заседания Союзного сейма), но щепетильного в вопросах чести человека". Отказался от активного продвижения великогерманского пути в решении вопроса об объединении Германии, однако последовательно выступал за "дуалистическое" равноправное влияние в Германии Австрии и Пруссии.
Во период работы Рехберга на посту министра иностранных дел Австрия приняла вместе с Пруссией участие в Датской войне, по результатам Венского мира получила право на управление Гольштейном. Территориально удаленное от Австрии княжество практически сразу попало под влияние Пруссии. Рехберг надеялся взамен получить от Бисмарка гарантии в отношении австрийских владений в Италии, однако потерпел неудачу.
Под давлением оппозиции в октябре 1864 был вынужден покинуть пост министра иностранных дел.
С 1861 являлся наследственным членом Палаты Господ (Heerenhaus) Рейхсрата, принимал участие в заседаниях до 1879.

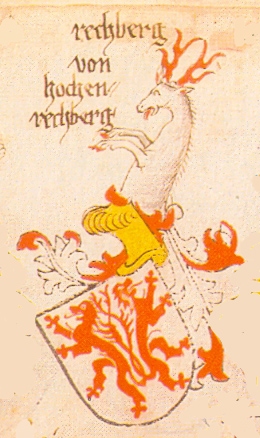
Родовой герб

Умер в возрасте 92 лет в своем имении в замке Альткеттенгоф (Швехат).
В 1911 в честь Рехберга назван переулок в Вене — Рехберггассе.